# Communauté de communes du canton d'Issy-l'Évêque
La communauté de communes du canton d'Issy-l'Évêque est une ancienne communauté de communes française, située dans le département de Saône-et-Loire et la région Bourgogne-Franche-Comté.

## Composition
Elle est composée des communes suivantes :
1. Cressy-sur-Somme
2. Cuzy
3. Grury
4. Issy-l'Évêque
5. Marly-sous-Issy
6. Montmort
7. Sainte-Radegonde

## Historique
La communauté de communes fusionne le 1er janvier 2012 avec la communauté de communes du canton de Bourbon-Lancy sous le nom de Communauté de communes entre Somme et Loire.

### Sources
- Le SPLAF (Site sur la Population et les Limites Administratives de la France)
- La base ASPIC